# Villanova (Corse-du-Sud)
Pour les articles homonymes, voir Villanova.
Villanova est une commune française située dans la circonscription départementale de la Corse-du-Sud et le territoire de la collectivité de  Corse.

## Géographie
Villanova est entourée par les communes d'Alata et d'Ajaccio. Très proche du centre-ville de cette dernière, la commune est devenue « une banlieue » d'Ajaccio. L'habitat se regroupe dans le village chef-lieu de Villanova et dans quatre hameaux San Fedele, Poggio, Scaglioli ainsi qu’en bord de mer (rive sud du golfe de Lava) I Costi di Villanova et Capo di Feno qui abrite une des plus belles plages du Pays Ajaccien. La commune est baignée par le Prunelli.

## Urbanisme

### Typologie
Au 1er janvier 2024, Villanova est catégorisée commune rurale à habitat dispersé, selon la nouvelle grille communale de densité à sept niveaux définie par l'Insee en 2022.
Elle est située hors unité urbaine. Par ailleurs la commune fait partie de l'aire d'attraction d'Ajaccio, dont elle est une commune de la couronne,. Cette aire, qui regroupe 79 communes, est catégorisée dans les aires de 50 000 à moins de 200 000 habitants,.
La commune, bordée par la mer Méditerranée, est également une commune littorale au sens de la loi du 3 janvier 1986, dite loi littoral. Des dispositions spécifiques d’urbanisme s’y appliquent dès lors afin de préserver les espaces naturels, les sites, les paysages et l’équilibre écologique du littoral, tel le principe d'inconstructibilité, en dehors des espaces urbanisés, sur la bande littorale des 100 mètres, ou plus si le plan local d’urbanisme le prévoit.

### Occupation des sols
L'occupation des sols de la commune, telle qu'elle ressort de la base de données européenne d'occupation biophysique des sols Corine Land Cover (CLC), est marquée par l'importance des forêts et milieux semi-naturels (87,1 % en 2018), une proportion identique à celle de 1990 (87,4 %). La répartition détaillée en 2018 est la suivante : forêts (57,1 %), milieux à végétation arbustive et/ou herbacée (27,3 %), prairies (6,7 %), zones agricoles hétérogènes (4,3 %), espaces ouverts, sans ou avec peu de végétation (2,7 %), zones urbanisées (1,8 %). L'évolution de l'occupation des sols de la commune et de ses infrastructures peut être observée sur les différentes représentations cartographiques du territoire : la carte de Cassini (XVIIIe siècle), la carte d'état-major (1820-1866) et les cartes ou photos aériennes de l'IGN pour la période actuelle (1950 à aujourd'hui).

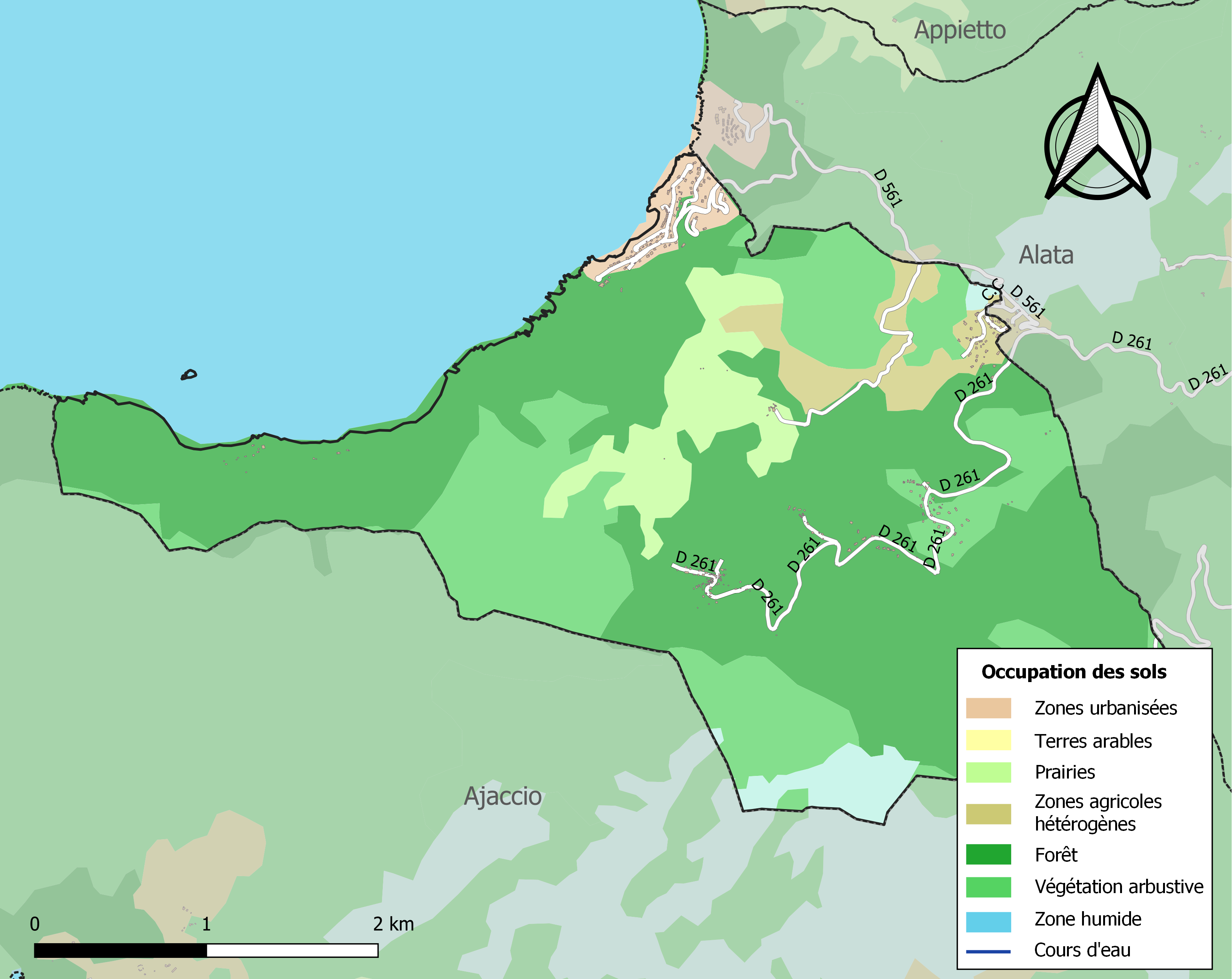
Carte des infrastructures et de l'occupation des sols de la commune en 2018 (CLC).

## Toponymie
En corse, la commune est appelée Beddanova.

## Histoire
Villanova existe depuis la plus haute Antiquité et sans doute la Préhistoire puisqu’on y trouve un certain nombre de « Taffoni » (abris sous roche). Les Celtibères, les Carthaginois et les Romains y ont séjourné. Au XIVe siècle, d'après une légende, sous la conduite de la veuve d'un seigneur de Lisa, prénommée Bianca Maria, les réfugiés de Lisa fondent Villa-Nova autour d’une source, a Murgana, fontaine actuelle du village. Villa-Nova commence à apparaître sur les cartes de Corse dès 1506. Le village est durement frappé par les incursions sarrasines qui perdurent et Villanova et ses hameaux sont sans doute détruits à plusieurs reprises. Jusqu’en 1864, Villanova et ses hameaux sont rattachés aux communes d'Ajaccio et d'Alata. En 1864, ils deviennent une commune à part entière.
En 1942, le village est occupé par des Italiens, présents à Villanova, Capu di Fenu et Lava. Un réseau de résistance se développe. Le sous-marin Casabianca abordera clandestinement à deux reprises sur les rivages de Villanova.
Depuis ces dernières années, le village se développe et propose un tourisme de qualité au cœur d’une nature exceptionnelle alliant mer et montagne.
En 1862, Alata cède une partie de son territoire, conjointement avec Ajaccio, pour former la nouvelle commune de Villanova.

## Politique et administration

### Liste des maires
| Période        | Période        | Identité                      | Étiquette                | Qualité       |
| -------------- | -------------- | ----------------------------- | ------------------------ | ------------- |
| 20/01/1863     | 22/03/1878     | Paul-Baptiste Vincileoni      |                          |               |
| 22/03/1878     | 11/06/1881     | Séraphin Papa                 |                          |               |
| 11/06/1881     | 20/05/1887     | Dominique-Antoine Casasoprana |                          |               |
| 20/05/1887     | mars 1888      | François Biancamaria          |                          |               |
| mars 1888      | mai 1888       | Dominique Antoine Casasoprana |                          |               |
| mai 1888       | 29/05/1892     | François Biancamaria          |                          |               |
| 29/05/1892     | 20/05/1900     | Jean Dominique Vincileoni     |                          |               |
| 20/05/1900     | 11/05/1904     | François Antoine Casasoprana  |                          |               |
| 11/05/1904     | 19/05/1912     | Jean Dominique Vincileoni     |                          |               |
| 19/05/1912     | 28/12/1913     | Felix Antoine Marcaggi        |                          |               |
| 28/12/1913     | 17/05/1925     | Noël Biancamaria              |                          |               |
| 17/05/1925     | 24/10/1934     | François Joseph Biancamaria   |                          |               |
| 24/10/1934     | 12/05/1935     | Toussaint Muffraggi           |                          |               |
| 12/05/1935     | septembre 1943 | Jean Toussaint Martinetti     |                          |               |
| septembre 1943 | 18/01/1976     | Philippe Perfettini           |                          |               |
| 18/01/1976     | 19/03/1989     | François Vincileoni           |                          |               |
| 19/03/1989     | 20/01/1990     | Jean Biancamaria              |                          |               |
| 20/01/1990     | 2001           | Pierre-Paul Carette           |                          |               |
| 01/2001        | 03/2001        | Gilles Danesi                 |                          |               |
| 11/03/2001     | 2011           | Dominique Bianchi             | nationaliste autonomiste |               |
| 19/11/2011     | En cours       | Antoine-Mathieu Vincileoni    | UDI                      | Fonctionnaire |

## Population et société

### Démographie
L'évolution du nombre d'habitants est connue à travers les recensements de la population effectués dans la commune depuis 1866. Pour les communes de moins de 10 000 habitants, une enquête de recensement portant sur toute la population est réalisée tous les cinq ans, les populations de référence des années intermédiaires étant quant à elles estimées par interpolation ou extrapolation. Pour la commune, le premier recensement exhaustif entrant dans le cadre du nouveau dispositif a été réalisé en 2005.

En 2022, la commune comptait 397 habitants, en évolution de +11,2 % par rapport à 2016 (Corse-du-Sud : +7,61 %, France hors Mayotte : +2,11 %).
| 1866 | 1872 | 1876 | 1881 | 1886 | 1891 | 1896 | 1901 | 1906 |
| ---- | ---- | ---- | ---- | ---- | ---- | ---- | ---- | ---- |
| 371  | 396  | 359  | 406  | 446  | 405  | 423  | 450  | 461  |

| 1911 | 1921 | 1926 | 1931 | 1936 | 1946 | 1954 | 1962 | 1968 |
| ---- | ---- | ---- | ---- | ---- | ---- | ---- | ---- | ---- |
| 503  | 435  | 504  | 523  | 530  | 204  | 162  | 124  | 102  |

| 1975 | 1982 | 1990 | 1999 | 2005 | 2006 | 2010 | 2015 | 2020 |
| ---- | ---- | ---- | ---- | ---- | ---- | ---- | ---- | ---- |
| 127  | 171  | 240  | 307  | 344  | 345  | 349  | 358  | 403  |

| 2022 | - | - | - | - | - | - | - | - |
| ---- | - | - | - | - | - | - | - | - |
| 397  | - | - | - | - | - | - | - | - |

## Culture locale et patrimoine

### Lieux et monuments
- Église Sainte-Marie de Villanova.